# 卒業の日 パート2
「卒業の日 パート2」（原題：Graduation Day Part II ）は、『バフィー 〜恋する十字架〜』第3シーズンの最終回。バフィーと市長の最終対決が描かれる。

## 解説
- このエピソードを最後に、コーディリア役のカリスマ・カーペンターとウェスリー役のアレクシス・デニソフが降板する。
- 市長の正体であるオルヴィカンはCGによって作成された。
- このエピソードでラリーとハーモニーが死亡する。

## ストーリー
フェイスの血を奪うことに失敗したバフィーは、エンジェルに自分の血を飲ませる。エンジェルはバフィーの血を飲み干し、彼女を病院に運び込む。そこにはフェイスを見舞いに来た市長もおり、市長は担当の医師から、フェイスは脳にダメージを負っており回復の見込みはないと聞かされていた。
バフィーの夢
昏睡状態に陥ったバフィーは夢の中でフェイスと出会う。フェイスはバフィーに妹ができること、市長の弱点は彼がいまだ持ち続けている人間性であると話す。
戦闘準備
昏睡から覚めたバフィーは、市長らに対する戦争を決意する。一方、フェイスを愛してしまった市長は、聖天の日を前に手下であるバンパイアらに卒業生らの皆殺しを指示する。
卒業式
卒業式に来賓として出席した市長は卒業生を前に、祝辞らしからぬ演説をする。そして日食が始まったとき、彼は脱皮し、オルヴィカンと化す。しかしバフィーは他の卒業生らとともに応戦、市長を図書室で退治する。

## こぼれ話
ラストシーンの校舎の爆破場面
撮影は夜明け前に住宅地の公園で行われた。しかし、近隣の住民の苦情で撮影スタッフはその後、この地域の立ち入りを禁止された。

## 配役
※俳優名（役名/声優名）の順。名前の下は役の簡単な説明。

### メイン・キャスト
- サラ・ミシェル・ゲラー（バフィー・アン・サマーズ / 水谷優子）
- ニコラス・ブレンドン（ザンダー・ハリス / 鳥海勝美）
- アリソン・ハニガン（ウィロー・ローゼンバーグ / 大坂史子）
- カリスマ・カーペンター（コーディリア・チェイス / 手塚ちはる）
- アンソニー・スチュワート・ヘッド（ルパート・ジャイルズ / 金尾哲夫）
- デヴィッド・ボレアナズ（エンジェル / 堀内賢雄）
- セス・グリーン（ダニエル・オズボーン / 佐々木望）

### ゲスト出演
- アレクシス・デニソフ（ウェスリー・ウィンダム＝プライス / 森田順平）
- イーサン・エリクソン（パーシー・ウェスト）
サニーデール高校の生徒。ウィローを崇拝している。
- アーミン・シマーマン（スナイダー校長 / 水内清光）
- エリザ・ドゥシュク（フェイス・レーヘン / 湯屋敦子）
- メルセデス・マクナブ（ハーモニー・ケンドール / 深水由美）
- ハリー・グローナー （市長リチャード・ウィルキンズ）
- ラリー・バグビー[3]（ラリー・ブレイスデル）
- ダニー・ストロング（ジョナサン・レビンソン）

### 助演
- パウロ・アンドレス（パウエル医師）
- スーザン・チャン（看護婦）
- トム・ベリン（ゴールド医師）
- サミュエル・ブリス・クーパー（幸運なバンパイア）
市長の手下。

## 用語
- 聖天の日
人間が純粋な悪魔になる日。またはその儀式のこと。